# Scaphisoma jankodadai
Espèce
Scaphisoma jankodadai est une espèce de coléoptères de la famille des Staphylinidae et de la sous-famille des Scaphidiinae.

## Répartition et habitat
Cette espèce est décrite des Philippines.